# Požerūnai

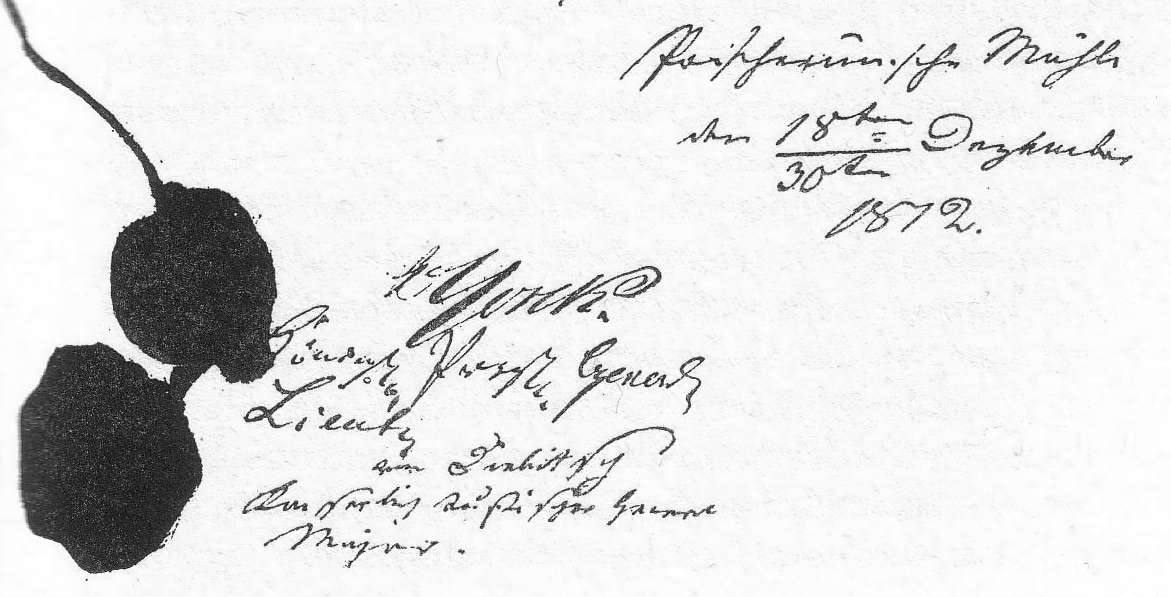
Die Unterschriften von Yorck (Königlich Preuß. General Lieutn.) und Diebitsch (Kaiserlich Russischer General Major) unter der Konvention von Tauroggen vom 30. Dezember 1812

Požerūnai, früher Poscherun, ist ein Dorf in Litauen. Es gehört zur Rajongemeinde Tauragė und darin zum Amtsbezirk Tauragė. Darin liegt es südwestlich der Kernstadt in dessen geografischer Mitte an der Autobahn A 12 (Europastraße 77). 
Am 30. Dezember 1812 schlossen an der dortigen Mühle der preußische Generalleutnant Yorck und der russische General Diebitsch die Konvention von Tauroggen. Durch sie wurde vereinbart, dass das preußische Hilfskorps, das zur französischen Nordarmee gehörte, neutral bleiben sollte.